# José Estívalis Cabo
José Estivalis Calvo, más conocido por sus pseudónimos Armand Guerra, José Silavitse y Cantaclaro (Liria, 4 de enero de 1886 - París, 10 de marzo de 1939) fue un tipógrafo, cineasta anarquista valenciano. También se le conoció como Armand Guerra.

## Biografía
Hijo de campesinos pobres, fue monaguillo y fue internado en un seminario de Valencia, que abandonó transformándose en anticlerical. A los trece años empezó a trabajar de tipógrafo. En 1899 fue encarcelado por participar en una huelga anarquista y en 1908 se marchó a París con su hermano. En 1909 colaboró con el grupo de exiliados anarquistas de Ginebra Germinal, y después de hacer colaboraciones en diversas publicaciones de carácter anarquista en 1911 marchó a El Cairo para establecerse en una comunidad anarquista italiana.
En 1913 volvió a París y empezó a interesarse por el cine. Al mismo tiempo que trabajaba de tipógrafo, la Unión de Sindicatos de Francia le invitó a hacer reportajes de cine social (a través de la cooperativa fundada por él Cinema du peuple ) y adoptó su seudónimo Armand Guerra. En 1915 trabajó como tipógrafo en Lausana y en 1917 se estableció en Madrid, donde fundó la empresa Cervantes Films. Después de realizar seis filmes sin eco comercial, en 1920 volvió a Lausana, donde trabajó de autor, director y traductor de guiones para filmes alemanes. Durante los años 20 trabajó en los estudios de la UFA en Berlín y en 1925 participó como actor en Sommernachtstraum (El sueño de una noche de verano) de Hans Neumann, junto al actor y libertario Alexander Granach, con quien también trabajó en Nosferatu de FW Murnau . Asimismo, fue corresponsal en Berlín de la revista de Barcelona Popular Film, donde le prohibieron un filme.
En 1930 recibió algunas ofertas para dirigir a España, pero no regresó de Alemania hasta 1931. Trabajó por el Cine Popular Español e intentó fundar unos estudios cinematográficos en Valencia, pero fracasó por falta de apoyo económico, y en 1934 trabajó como actor en La alegría que pasa (1934) de Sabino Antonio Micon. En 1936 proyecta el filme revolucionario Carne de fieras, con escenas de desnudo femenino, pero el estallido de la guerra civil española impidió su estreno. Durante el conflicto colaboró con la CNT en la elaboración de documentales y conferencias sobre el frente y la guerra. Fue encarcelado por el Servicio de Inteligencia Militar (SIM) del 8 de abril al 26 de agosto de 1938 en el barco-prisión Uruguay en el puerto de Barcelona, de donde fue liberado por mediación del secretario general de la CNT, Mariano Vázquez.
En febrero de 1939 consiguió embarcar hacia Seta, de donde después de pasar por varios campos de concentración consiguió reunirse con su familia en París, donde murió de un aneurisma poco más tarde. La mayor parte de su producción se ha perdido, ya que su compañera destruyó casi todos sus escritos en Perpiñán en 1942 y sólo quedan fragmentos. En 1992 su filme Carne de fieras fue restaurado y exhibido por el Patronato Municipal Filmoteca de Zaragoza.

## Obras

### Libros
- Stefanoff (1914) a Cuba (no  queda ningún ejemplar)
- A través de la metralla. Escenas vividas en los frentes y la retaguardia (1936)

### Films
- Un cri dans la jungle (1913)
- Las misères de la aiguille (1913)
- Le Vieux Docker (1913)
- La Commune (1914)
- La maldición gitana
- Diario de Valencia (1926)
- Luis Candelas, el bandido de #Madrid (1926)
- Batalla de damas (1927)
- Die geschenkte loge (La logia ofrecida, 1928)
- El amor solfeando (1931) con Imperio Argentina
- Carne de fieras (1936)
- Estampas guerreras (1937)